# Beals (Mondkrater)
Beals ist ein Einschlagkrater nahe dem östlichen Rand der sichtbaren Mondvorderseite und kann auf Grund seiner Lage von der Erde aus nur unter günstigen Librationsbedingungen direkt beobachtet werden. Er liegt unmittelbar südsüdwestlich des Kraters Riemann, so dass sich die Kraterränder berühren und stellenweise überlagern. Direkt im Westen befindet sich der große Krater Gauss.
Beals zeigt nur geringfügige Erosionsspuren ohne bedeutende Einschläge innerhalb seiner Grenzen. Die innere Kraterwand ist im nordnordöstlichen Teil schmaler und dringt dort in den Außenwall des Kraters 'Riemann' ein. Die Südseite von Beals ist etwas unregelmäßig geformt. Der Kraterboden weist nur wenige niedrige Hügel nahe seinem Mittelpunkt auf.
Ehe 'Beals' im Jahre 1982 durch die Internationale Astronomische Union (IAU) seinen Eigennamen erhielt, war er als 'Riemann A' bekannt.